# Clare Аbbott (họa sĩ)
Clare Аbbott (sinh năm 1921) là một họa sĩ và họa sĩ động vật hoang dã người Nam Phi. Mặc dù có nguồn gốc từ Anh, bà định cư ở Nam Phi và tạo ra các bức tranh lịch sử tự nhiên chi tiết được sử dụng trong nhiều ấn phẩm. Bà cũng thiết kế lại các bảng màu cho phiên bản Mỹ của cuốn sách kỷ lục trò chơi lớn của Rowland Ward.

## Công trình
- Smithers, Reay H.N.; Clare Abbott (1983). The Mammals of the Southern African Subregion. University of Pretoria.
- Henning, Stephen; Clare Abbott (1984). Southern African Butterflies. Macmillan South Africa.
- Smithers, Reay H.N.; Clare Abbott (1986). Land Mammals of Southern Africa, a Field Guide. Macmillan South Africa.